# Molova lestvica
Molova lestvica je zaporedna skupina sedmih tonov s ponovitvijo prvega (osnovnega). Za molovo lestvico pravimo, da je "žalostna" v nasprotju z durovo, ki je "vesela". Molovih lestvic je prav tako kot durovih 15. Osnovna molova lestvica brez predznakov je a-molova lestvica. 
Poznamo tri vrste molovih lestvic:
- Naravno molovo lestvico, ki je navzgor in navzdol enaka. Njena zgradba po intervalih je: 1, ½, 1, 1, ½, 1, 1
- Harmonično molovo lestvico, ki je navzgor in navzdol enaka. Zgradba: 1, ½, 1, 1, ½, 1½, ½
- Melodično molovo lestvico: Zgradba navzgor: 1, ½, 1, 1, 1, 1, ½ in navzdol naravna: 1, 1, ½, 1, 1, ½, 1

## Molove lestvice z višaji
Vrstni red:
- naravna (nar.),
- harmonična (harm.),
- melodična (mel.).

Melodična je navzgor melodična, navzdol pa naravna.
- e - mol  nar.     1 #  fis

harm. = nar. +  dis  (zvišana VII.stopnja)
mel.   = nar. +  cis,dis  (zvišani VI. in VII. stopnja)
- h - mol  nar.     2 #  fis,cis

harm. = nar. +  ais
mel.   = nar. +  gis,ais
- fis - mol  nar.    3 #  fis,cis,gis

harm. = nar. +  eis
mel.   = nar. +  dis,eis
- cis - mol  nar.    4 #  fis,cis,gis,dis

harm. = nar. +  his
mel.   = nar. +  ais,his
- gis - mol  nar.    5 #  fis,cis,gis,dis,ais

harm. = nar. +  fisis(dvojni višaj)
mel.   = nar. +  eis,fisis
- dis - mol  nar.    6 #  fis,cis,gis,dis,ais,eis

harm. = nar. +  cisis(dvojni višaj)
mel.   = nar. +  his,cisis
- ais - mol  nar.    7 #  fis,cis,gis,dis,ais,eis,his

harm. = nar. +  gisis(dvojni višaj)
mel.   = nar. +  fisis,gisis

## Molove lestvice z nižaji
Vrstni red:
- naravna (nar.)
- harmonična (harm.),
- melodična (mel.).

Melodična je navzgor melodična,  navzdol pa naravna.
- d - mol  nar.      1 b  b ali hes

harm. = nar. +  cis  (zvišana VII.stopnja)
mel.   = nar. +  h (b se razveže v h),cis  (zvišani VI. in VII. stopnja)
- g - mol  nar.      2 b  b,es

harm. = nar. +  fis
mel.   = nar. +  e,fis
- c - mol  nar.      3 b  b,es,as

harm. = nar. +  h
mel.   = nar. +  a,h
- f - mol  nar.       4 b  b,es,as,des

harm. = nar. +  e
mel.   = nar. +  d,e
- b - mol  nar.      5 b  b,es,as,des,ges

harm. = nar. +  a
mel.   = nar. +  g,a
- es - mol  nar.    6 b  b,es,as,des,ges,ces

harm. = nar.  +  d
mel.   = nar. +  c,d
- as - mol  nar.    7 b  b,es,as,des,ges,ces,fes

harm. = nar. +  g
mel.   = nar. +  f,g